# Mas de la Boella
La Boella és una masia al municipi de la Canonja, a la comarca catalana del Tarragonès. Obra historicista ha estat protegida sota la figura de bé cultural d'interès local. Avui dia la casa allotja un establiment de restauració.

## Història
El 1150 el territori va ser donat per Guillem Bordet, príncep de Tarragona, fill de Robert d'Aguiló o Bordet, a Hug i a la seva muller Eva perquè el repoblessin. Dos segles més tard de la repoblació, essent propietat reial, fou traspassada a Robert Guinyet i administrada pel governador general del Camp de Tarragona. El 8 de febrer de 1403 la comprà l'arquebisbe Ènnec de Vallterra, juntament amb altres llocs i pobles del Camp, pel preu de 17.000 florins i tot seguit la donà al seu nebot el cavaller Daniel de Leoç. A partir del 1600 la família Sicart són senyors de la Boella. El 1719 té tres cases separades, amb 12 habitants. Posteriorment mantingué una certa independència fins que en fer-se la divisió de les municipalitats actuals durant el segle xix, quedà primer adjudicada a Reus, però, al cap de nou anys, passà a integrar-se a la Canonja.

## Arquitectura
Mas de planta quadrada de planta baixa i dos pisos més golfes. La coberta és de terrat voltat d'una balustrada. A les cantonades hi ha un torrelló i, culminant la barana, de manera periòdica, unes crateres decoratives. Del cos principal, en una de les seves façanes, sobresurt un altre cos quadrat, d'alçada inferior, que arriba fins a la segona planta, on es genera una balconada amb balustrada. L'evacuació del terrat es realitza per una gàrgola de pedra. En un lateral, i encavalcat, un mur cec de pedra en el qual estan esculpits uns escuts. Proper a aquesta edificació senyorial, destaca una torre de pedra de planta quadrada que es relaciona amb una altra part d'edificacions del complex del mas. Tipològicament, podria adscriure's a l'estil neogòtic per la seva composició general. Tot i haver estat recentment restaurada, amb un placat de pedra, conserva finestres coronelles modernes de forma tubular. Després d'una profunda remodelació funciona com un centre de convencions i s'hi troben diversos serveis com ara restaurant, menjadors, sales de reunions, etc. Per a desenvolupar aquesta activitat s'han construït noves edificacions i s'ha readaptat les existents.